# Eurosia trimaculata
Eurosia trimaculata är en fjärilsart som beskrevs av George Francis Hampson 1900. Eurosia trimaculata ingår i släktet Eurosia och familjen björnspinnare. Inga underarter finns listade i Catalogue of Life.